# Каллихоре (спутник)
Каллихоре (от др.-греч. Καλλιχόρη) — один из естественных спутников Юпитера, известный также как Юпитер XLIV.

## Открытие
Каллихоре был обнаружен 6 февраля 2003 года группой астрономов из Гавайского университета под руководством Скотта Шеппарда. 30 марта 2005 года Международный астрономический союз присвоил спутнику официальное название Каллихоре.

## Орбита
Каллихоре совершает полный оборот вокруг Юпитера на расстоянии в среднем 24 043 000 км за 764,7 дня. Орбита имеет эксцентриситет 0,264. Наклон ретроградной орбиты 165,5°. Принадлежит к группе Карме.

## Физические характеристики
Диаметр Каллихоре составляет в среднем около 2 км. Плотность очень грубо оценивается 2,6 г/см³, так как спутник состоит предположительно из преимущественно силикатных пород. Очень тёмная поверхность имеет альбедо 0,04. Звёздная величина равна 23,7m.